# Andragonia
Andragonia (ponegdje stiliziran kao AndragoniA) je brazilski progresivni metal sastav, osnovan u São Paulou 2007. godine.

## Članovi sastava
Trenutna postava
- Cauê Leitão — gitara
- Thiago Larenttes — gitara, vokali (2014. - danas)
- Toni Laet — bas-gitara (2013. - danas)
- Alex Cristopher — bubnjevi (2013. - danas)

Bivši članovi
- Raffael Mello — gitara
- Yuri Boyadjian — bas-gitara (2007. – 2013.)
- Daniel de Sá — bubnjevi (2007. – 2013.)
- Ricardo DeStefano — vokali (2007. – 2013.)
- Raphael Dantas — vokali (2013. – 2014.)

## Diskografija
Studijski albumi
- Secrets in the Mirror (2010.)
- Memories (2012.)

Singlovi
- "Guitar Flash" (2011.)
- "The Challenger" (2014.)
- "By Your Side" (2014.)